# Cerro Bravo
Cerro Bravo es un estratovolcán ubicado en la Cordillera Central de los Andes, en territorio del  Tolima, Colombia. Es la mayor elevación del municipio de Herveo y se encuentra a 144 km de ibague, tolima .

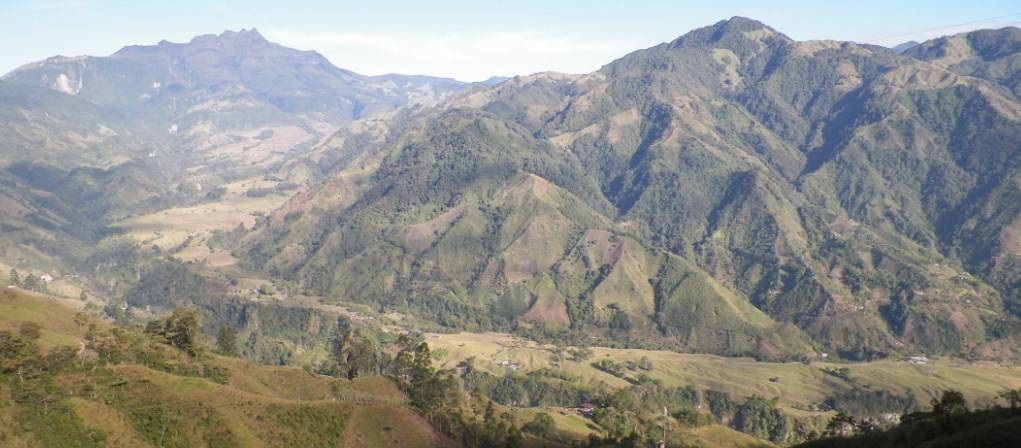

Cerro Bravo se encuentra ubicado al norte del Nevado del Ruiz, pero a diferencia de éste y otros volcanes ubicados más al sur, debido a su altitud no tiene nieve ni glaciares en su cumbre. Sin embargo, al igual que muchos de ellos, las erupciones de Cerro Bravo se caracterizan por una erupción en una abertura central (caldera) de 1 a 1,5 km de diámetro, seguida de una erupción explosiva y flujos piroclásticos; en cambio, Cerro Bravo es único en el hecho de que sus erupciones han producido domos de lava en su caldera. Tales erupciones han tenido lugar en los años 1720 ± 150, 1050 ± 75 y 750 d. C. ± 150, años conocidos mediante la datación por radiocarbono.
Las erupciones que únicamente han sido en una abertura central seguidas de una erupción explosiva tuvieron lugar en los años 1330 ± 75, 1310 a. C. ± 150, 1050 a. C. ± 20 y 4280 a. C. ± 150.